# Scientia de ponderibus

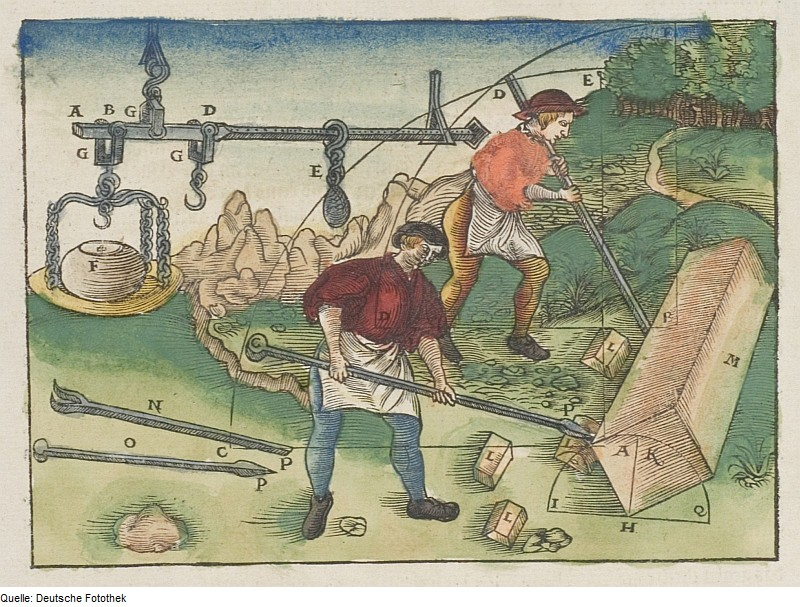
Leviers et balance romaine. Walther Hermann Ryff. 1547.

La Scientia de ponderibus (du latin pondus, le poids) est la science du poids médiévale, à laquelle correspond un ensemble de traités.
Dans le traité de Jordanus Nemorarius (1225-1260), les Elementa Jordani super demonstrationem ponderum, il y est question de l'équilibre de la balance romaine et sur le même principe de tous leviers. Pierre Duhem a vu dans cet ouvrage les prémices de la statique .

## Les sciences mathématiques des Arts libéraux
Dans les Arts libéraux, les quatre sciences mathématiques (quadrivium) sont l'arithmétique, la musique, la géométrie et l'astronomie.
Dominique Gundissalvi a ajouté l'optique (la perspective), la science du poids (scientia de ponderibus), la science de la construction des instruments ou engins (Scientia de ingeniis).
Saint Thomas d'Aquin leurs ajoutent la science des sphères se mouvant (Scientia de sphaera mota),.

## Les traités
À cette science correspondent plusieurs traités:
- De ponderoso et levi, attribué à Euclide mais datant, en réalité, de l'extrême fin de l'époque alexandrine.
- De insidentibus in humidum, apocryphe d'Archimède, très différent du texte authentique (De insidentibus aquae traduit par Guillaume de Moerbeke), il juxtapose deux morceaux hétérogènes, l'un hérité de la tradition romaine (Vitruve, Priscien, Isidore de Seville), l'autre traduit librement de l'arabe.
- Liber de canonio (sur la balance romaine) remontant vraisemblablement, lui aussi, à la période alexandrine.
- Liber Karastonis édité d'après une source grecque par Thābit ibn Qurra.
- Elementa Jordáni super demonstrationem ponderum, œuvre du grand mathématicien Jordanus Nemorarius qu'on a parfois voulu identifier, sans raisons sérieuses, avec le Jordanus de Saxonia qui remplaça saint Dominique comme général des Dominicains, de 1222 à 1237. Seules les démonstrations sont de Jordanus puisque les mêmes axiomes et les mêmes théorèmes se retrouvent, identiques, dans le texte suivant, mais accompagnés d'explications très différentes.
- Liber Jordáni de ponderibus, appelé par Pierre Duhem« commentaire péripatéticien » ; le véritable auteur, assez verbeux et médiocre, reste inconnu.
- Liber de ratione ponderis, jusqu'ici étiqueté sous le nom d'un énigmatique personnage baptisé par Duhem « le Précurseur de Léonard ». C'est en réalité, bel et bien, une œuvre authentique de Jordanus, la plus importante de toutes: elle est très sensiblement antérieure à 1260, date à laquelle mourut Richard de Fournival qui l'avait mentionnée dans sa Bibliomania.
- Tractatus de ponderibus compilé par Blaise de Parme à l'extrême fin du XVe siècle. Il marque un net recul par rapport au précédent, corroborant ainsi les jugements défavorables déjà prononcés par P. Duhem et par Marshall Clagett sur la science scolastique italienne.

## Les principes
Partant, par exemple, du principe qu'un rayon plus long se mouvait plus rapidement qu'un rayon plus court sous l'action d'une même force, Thàbit Ibn Qurra considérait que, dans un système mécanique réductible à un levier, le rapport de la force motrice au poids de la chose mue était en raison inverse de leurs vitesses, c'est-à-dire de leurs déplacements circulaires simultanés.
Jordanus fait un grand pas en avant lorsqu'il prend en considération non plus des déplacements virtuels le long d'un arc, mais des déplacements verticaux rectilinéaires. Ceci l'amène à l'importante conception de la gravitas secundum situm, la pesanteur selon la situation, c'est-à-dire la composante du poids en fonction de l'obliquité de la descente. Ces vues permettent à Jordanus de déterminer exactement les conditions d'équilibre du levier coudé ; elles l'amènent surtout à énoncer correctement, bien avant Simon Stevin (Clootcransbewijs) et Galilée, la théorie du plan incliné.